# Trap för damer i skytte vid olympiska sommarspelen 2024
Damernas trap vid olympiska sommarspelen 2024 ägde rum den 30 och 31 juli 2024 på Centre national de tir sportif i Châteauroux i Frankrike.

## Medaljörer
| Gren | Guld                    | Guld                    | Silver                 | Silver                 | Brons                  | Brons                  |
| ---- | ----------------------- | ----------------------- | ---------------------- | ---------------------- | ---------------------- | ---------------------- |
| Trap | Adriana Ruano Guatemala | Adriana Ruano Guatemala | Silvana Stanco Italien | Silvana Stanco Italien | Penny Smith Australien | Penny Smith Australien |

## Rekord
Före tävlingarna gällde dessa rekord:
| Kvalrekord       | Kvalrekord                     | Kvalrekord | Kvalrekord   | Kvalrekord   |
| ---------------- | ------------------------------ | ---------- | ------------ | ------------ |
| Världsrekord     | Zuzana Rehák-Štefečeková (SVK) | 125        | Tokyo, Japan | 28 juli 2021 |
| Olympiskt rekord | Zuzana Rehák-Štefečeková (SVK) | 125        | Tokyo, Japan | 28 juli 2021 |

| Finalrekord      | Finalrekord                    | Finalrekord | Finalrekord         | Finalrekord  |
| ---------------- | ------------------------------ | ----------- | ------------------- | ------------ |
| Världsrekord     | Ashley Carroll (USA)           | 48          | Guadalajara, Mexiko | 5 March 2018 |
| Olympiskt rekord | Zuzana Rehák-Štefečeková (SVK) | 43          | Tokyo, Japan        | 29 juli 2021 |

## Program
Alla tider är UTC+2.
| Datum                                   | Tid   | Omgång |
| --------------------------------------- | ----- | ------ |
| Tisdag 30 juli 2024 Onsdag 31 juli 2024 | 9:00  | Kval   |
| Onsdag 31 juli 2024                     | 15:30 | Final  |

## Resultat

### Kval
| Placering | Idrottare                | Nation           | 1  | 2  | 3  | 4  | 5  | Totalt  | Noteringar |
| --------- | ------------------------ | ---------------- | -- | -- | -- | -- | -- | ------- | ---------- |
| 1         | Mar Molné                | Spanien          | 25 | 25 | 25 | 24 | 24 | 123     | 0Q0        |
| 2         | Fátima Gálvez            | Spanien          | 24 | 25 | 25 | 25 | 23 | 122+9   | 0Q0        |
| 3         | Adriana Ruano            | Guatemala        | 25 | 24 | 24 | 24 | 25 | 122+8   | 0Q0        |
| 4         | Silvana Stanco           | Italien          | 25 | 25 | 23 | 24 | 25 | 122+0+1 | 0Q0        |
| 5         | Wu Cuicui                | Kina             | 24 | 23 | 25 | 25 | 25 | 122+0+0 | 0Q0        |
| 6         | Penny Smith              | Australien       | 23 | 25 | 25 | 23 | 25 | 121+2   | 0Q0        |
| 7         | Zhang Xinqiu             | Kina             | 24 | 25 | 23 | 25 | 24 | 121+1   |            |
| 8         | Maria Inês Barros        | Portugal         | 24 | 24 | 24 | 24 | 25 | 121+0   |            |
| 9         | Jessica Rossi            | Italien          | 24 | 25 | 23 | 23 | 25 | 120     |            |
| 10        | Mariya Dmitriyenko       | Kazakstan        | 24 | 24 | 25 | 22 | 25 | 120     |            |
| 11        | Kathrin Murche           | Tyskland         | 22 | 25 | 23 | 25 | 24 | 119     |            |
| 12        | Zuzana Rehák-Štefečeková | Slovakien        | 23 | 24 | 21 | 24 | 25 | 117     |            |
| 13        | Rümeysa Pelin Kaya       | Turkiet          | 22 | 25 | 22 | 23 | 25 | 117     |            |
| 14        | Lucy Hall                | Storbritannien   | 25 | 21 | 24 | 23 | 24 | 117     |            |
| 15        | Alessandra Perilli       | San Marino       | 23 | 23 | 23 | 23 | 24 | 116     |            |
| 16        | Ryann Phillips           | USA              | 24 | 24 | 23 | 21 | 24 | 116     |            |
| 17        | Catherine Skinner        | Australien       | 22 | 23 | 24 | 24 | 23 | 116     |            |
| 18        | Rachel Tozier            | USA              | 22 | 24 | 25 | 22 | 23 | 115     |            |
| 19        | Waleska Soto             | Guatemala        | 21 | 24 | 23 | 25 | 22 | 115     |            |
| 20        | Kang Gee-eun             | Sydkorea         | 22 | 21 | 24 | 23 | 24 | 114     |            |
| 21        | Ray Bassil               | Libanon          | 23 | 25 | 23 | 23 | 20 | 114     |            |
| 22        | Rajeshwari Kumari        | Indien           | 22 | 21 | 25 | 22 | 23 | 113     |            |
| 23        | Shreyasi Singh           | Indien           | 22 | 22 | 24 | 22 | 23 | 113     |            |
| 24        | Lee Bo-na                | Sydkorea         | 23 | 23 | 23 | 24 | 20 | 113     |            |
| 25        | Liu Wan-yu               | Kinesiska Taipei | 21 | 25 | 25 | 21 | 20 | 112     |            |
| 26        | Lin Yi-chun              | Kinesiska Taipei | 25 | 21 | 19 | 21 | 24 | 110     |            |
| 27        | Maggy Ashmawy            | Egypten          | 23 | 21 | 22 | 21 | 23 | 110     |            |
| 28        | Carole Cormenier         | Frankrike        | 19 | 24 | 24 | 21 | 22 | 110     |            |
| 29        | Melanie Couzy            | Frankrike        | 19 | 23 | 22 | 22 | 23 | 109     |            |
| 30        | Noora Antikainen         | Finland          | 17 | 23 | 22 | 22 | 23 | 107     |            |

### Final
| Placering | Idrottare            | Serie | Serie | Serie | Serie | Serie | Serie | Noteringar |
| Placering | Idrottare            | 1     | 2     | 3     | 4     | 5     | 6     | Noteringar |
| --------- | -------------------- | ----- | ----- | ----- | ----- | ----- | ----- | ---------- |
| 1         | Adriana Ruano (GUA)  | 23    | 28    | 32    | 37    | 42    | 45    | 0OR0       |
| 2         | Silvana Stanco (ITA) | 20    | 25    | 29    | 33    | 37    | 40    |            |
| 3         | Penny Smith (AUS)    | 20    | 25    | 29    | 32    |       |       |            |
| 4         | Mar Molné (ESP)      | 21    | 23    | 27    |       |       |       |            |
| 5         | Fátima Gálvez (ESP)  | 18    | 23    |       |       |       |       |            |
| 6         | Wu Cuicui (CHN)      | 17    |       |       |       |       |       |            |